# Noriko Anno
Noriko Anno (jap. 阿武教子 Anno Noriko; * 23. Mai 1976 in Fukue, Präfektur Yamaguchi) ist eine ehemalige japanische Judoka. Sie gewann eine olympische Goldmedaille und vier Weltmeistertitel.

## Karriere
Die 1,62 m große Noriko Anno trat anfangs im Schwergewicht an. 1992 war Anno hinter der Chinesin Yuan Hua Zweite der Juniorenweltmeisterschaften. Ihren ersten großen Erfolg in der Erwachsenenklasse erreichte sie bei den Weltmeisterschaften 1993, als sie die Silbermedaille hinter der Deutschen Johanna Hagn gewann. Bei den Asienspielen 1994 trat Kaori Suzuki für Japan im Schwergewicht an. Noriko Anno startete in der offenen Klasse und gewann den Titel durch einen Finalsieg über die Chinesin Qiao Yanmin. 1995 gewann die Studentin der Meiji-Universität den Titel in der offenen Klasse bei der Universiade in Fukuoka. Einen Monat später belegte sie bei den Weltmeisterschaften in Chiba sowohl im Schwergewicht als auch in der offenen Klasse den fünften Platz. Bei den Olympischen Spielen 1996 in Atlanta unterlag sie in der ersten Runde gegen die Brasilianerin Edinanci da Silva durch Ippon nach 3:25 Minuten.
Nach dem Karriereende von Yōko Tanabe wechselte Noriko Anno 1997 ins Halbschwergewicht. Bei den Weltmeisterschaften in Paris gewann sie durch einen Finalsieg über die Kubanerin Diadenis Luna ihren ersten Weltmeistertitel. Zwei Jahre später verteidigte Anno ihren Titel bei den Weltmeisterschaften in Birmingham durch einen Finalsieg über die Chinesin Yin Yufeng. Auch bei ihrer zweiten Olympiateilnahme 2000 in Sydney schied Noriko Anno in ihrem ersten Kampf aus, als sie gegen die Italienerin Emanuela Pierantozzi durch eine Passivitäts-Strafe verlor.
Anfang 2001 unterlag Anno beim Mastersturnier in München der Belgierin Heidi Rakels sowie der Deutschen Jenny Karl und belegte den siebten Platz. Bei den Ende Juli ebenfalls in München ausgetragenen Weltmeisterschaften 2001 gewann sie nach 1997 und 1999 ihren dritten Titel in Folge durch einen Finalsieg über die Kubanerin Yurisel Laborde. Zwei Jahre später siegte sie bei den Weltmeisterschaften 2003 in Osaka erneut und wieder war Laborde ihre Finalgegnerin. Zum Abschluss ihrer Karriere gewann Anno bei den Olympischen Spielen 2004 in Athen ihren Auftaktkampf gegen Keivi Pinto aus Venezuela durch Ippon. Im Viertelfinale gegen die Italienerin Lucia Morico musste sie über die volle Zeit gehen, das Halbfinale gegen die Französin Céline Lebrun entschied Anno erst in der Verlängerung für sich. Im Finale gegen die Chinesin Liu Xia gewann Anno nach 4:38 Minuten durch Ippon.